# David Schwake
David Schwake (* 1970 in Göttingen) ist ein deutscher Diplomat. Er ist seit 2024 deutscher Botschafter im Sudan. Von 2013 bis 2015 war er Botschafter im Südsudan.

## Leben
Schwake absolvierte seine Schulausbildung von 1976 bis 1980 an der Grundschule in Wennigsen (Deister) und zwischen 1980 und 1989 am Matthias-Claudius-Gymnasium Gehrden sowie zuletzt am Gymnasium in Michelstadt, das er mit dem Abitur beendete. Nach Ableistung des Wehrdienstes bei der Bundeswehr in Homberg (Efze) begann er 1990 ein Studium der Germanistik und Politikwissenschaft an der Philipps-Universität Marburg und wurde 1991 als Stipendiat der Studienstiftung des deutschen Volkes aufgenommen, was ihm zwischen 1992 und 1993 ein Auslandsstudium an der Universität Paris IV ermöglichte. 1993 setzte er sein Studium der Germanistik und Politikwissenschaft an der Eberhard-Karls-Universität Tübingen fort und legte dort 1996 das Staatsexamen ab. Danach absolvierte er zwischen 1996 und 1997 ein postgraduales Studium im Fach Europastudien an der Washington University in St. Louis, das er 1997 mit einem Master of Arts (M.A. European Studies) abschloss. Während dieser Zeit war er an der Washington University in St. Louis auch als Forschungsassistent tätig.
1998 begann Schwake den Vorbereitungsdienst für den höheren Auswärtigen Dienst und war nach dessen Abschluss zwischen 2000 und 2003 als
Kultur-, Presse- und Konsularreferent an der Botschaft in Vietnam tätig sowie danach von 2003 bis 2006 als Referent für das Afrika-Forum in der Abteilung 2 – Ausland – des Bundespräsidialamtes. Nachdem er zwischen 2006 und 2007 als Austauschbeamter im US-Außenministerium in Washington, D.C. tätig war, folgten 2007 zwei Kurzeinsätze als Geschäftsträger ad interim an der Botschaft in Haiti sowie als Geschäftsträger ad interim an der Botschaft in Liberia.
Danach kehrte Schwake 2007 nach Washington, D.C. zurück, wo er bis 2009 Botschaftsrat in der Politischen Abteilung der Botschaft in den USA arbeitete. Danach fungierte er zwischen 2009 und 2011 als Ständiger Vertreter des Botschafters in der Demokratischen Republik Kongo sowie von 2011 bis 2013 als Stellvertretender Leiter des Referates Nordamerika im Auswärtigen Amt in Berlin.
Im August 2013 wurde Schwake Nachfolger von Peter Felten als Botschafter der Bundesrepublik Deutschland in Südsudan. Am 7. August 2013 ist er vom Präsidenten der Republik Südsudan, Salva Kiir Mayardit, zur Überreichung seines Beglaubigungsschreibens empfangen worden. Er verblieb zwei Jahre auf diesem Posten und wurde im August 2015 durch Johannes Lehne abgelöst, der am 12. August 2015 sein Beglaubigungsschreiben an Präsident Mayardit übergab.
Von Mitte 2015 bis Mitte 2017 fungierte Schwake als Referatsleiter der Abteilung Krisenfrüherkennung und Szenarienplanung im Auswärtigen Amt, ab Herbst 2017 als Leiter des Teams der Vereinten Nationen zur Unterstützung des Persönlichen Beauftragten des UN-Generalsekretärs für die Westsahara (Horst Köhler). Vom 1. Januar 2020 bis zum 31. Dezember 2021 übernahm er die Position des Generalsekretärs der Deutschen Afrika Stiftung. Von 2022 bis 2024 er an der Deutschen Botschaft Addis Abeba tätig. Im Jahr 2024 übernahm er die Leitung der Deutschen Botschaft Khartum (Sudan).